# Gustav Brom
Gustav Brom   (Veľké Leváre, 22 de maig de 1921 - Brno, 25 de setembre de 1995) va ser líder, arranjador, clarinetista i compositor de big band txeca.
Va aconseguir fama a Europa i a l'estranger des de la dècada de 1940 fins a la seva mort el 1995. Va treballar prolíficament i va destacar per mantenir-se fidel a l'idioma de big band de jazz, començant per Dixieland i el swing i més tard, amb les contribucions dels seus músics, passant a el so de jazz de la costa oest.
Nascut Gustav Frkal, el primer compromís professional de la banda i de la banda va ser el juny de 1940 a l'hotel "Radhošť de Rožnov pod Radhoštěm". Poc després de la Segona Guerra Mundial, la banda de Brom va actuar a Brno i Bratislava i també durant diversos mesos el 1947 a Suïssa. Altres líders de les grans bandes a Praga en aquest moment van incloure Karel Vlach i Kamil Běhounek. Brom va triomfar el 1955 a la Fira de Leipzig, a l'antiga Alemanya de l'Est, guanyant elogis pels seus excepcionals arranjaments.
A la dècada de 1950, Brom va signar amb "Supraphon" a Praga, gravant i arreglant prolíficament amb molts artistes convidats, com ara la cantant britànica Gery Scott, els cantants txecs Karel Gott, Helena Vondráčková i Hana i Petr Ulrych (també coneguda com Ulrychovi) i les germanes gregues Tena i Martha Elefteriadu.

## Reconeixements internacionals
Als anys seixanta, les enquestes de jazz nord-americanes van classificar a la banda de Brom com una de les deu grans bandes del món. Maynard Ferguson, Dizzy Gillespie, Diana Ross & The Supremes, Ray Conniff, Ben Cramer, Bill Ramsey i altres es van unir a la Big Band Gustav Brom en molts concerts i actuacions i el nom de la banda es va fer conegut i respectat entre els intèrprets professionals i els més exigents. públic.
Brom va ser guardonat el 1993 amb el premi "Luděk Hulan Jazz", que anualment concedeix la "Czech Jazz Society" de Praga.

## Llegat
Amb la mort de Brom el 1995, la banda va començar una nova fase amb un nom lleugerament canviat, dirigida per Vladimír Valovič de la capital eslovaca, Bratislava. Valovič va ser nomenat pel mateix Brom com a successor. S'han incorporat nous membres de les ciutats txeques de Praga, Brno, Olomouc i Ostrava, i també de Bratislava.
Des del juny de 1940, el nom de la gran banda de Gustav Brom apareix en més de 570 discos musicals, tant d'origen txec com estranger, i els enregistraments de la postguerra estan sent d'interès per a col·leccionistes de discos i amants de la música a tot el món. El setembre del 2006, el segell discogràfic txec Producentské centrum Františka Rychtaříka va publicar el CD Gery Scott & Gustav Brom, una reedició de seleccions enregistrades per "Supraphon" a Praga el 1957.

## Discografia
- 1961: Jazz in der Tschechoslovakei (Supraphon SUC 15388)
- 1962: Jazz Souvenirs (Supraphon, SUK 35545) Només cara B, la cara A consisteix en música de János Kőrössy i Studio 5
- 1966: Ceskoslovensky Jazz 1965 (Supraphon DV 1023) Diversos artistes (inclosos Jan Hammer, Karel Velebný i altres)
- 1967: Jazzovy Concert (Supraphon 150478)
- 1967: Swinging The Jazz (MPS Records)
- 1969: Missa Jazz (MPS Records)
- 1969: Maynard + Gustav (Supraphon, 1 15 0716, Los Grandes del JAZZ Sarpe 85), Maynard Ferguson i Gustav Brom Orchestra
- 1976: Polymelomodus (Supraphon)
- 1976: Mini Jazz Klub vol.3 in memoriam Josef Blaha (Panton, 330388)
- 1976: Plays for you pop, jazz and swing (Opus 91150447)